# Ruelle Bolchoï Trekhsviatitelski
La ruelle Bolchoï Trekhsviatitelski (russe : Большой Трёхсвятительский переулок ou grande ruelle des trois saints hiérarques) est une rue du centre de Moscou.

## Situation et accès
Située dans le quartier de la colline Saint-Jean, elle s'étend de la ruelle Podkopaïevski jusqu'au boulevard Pokrovski.
Transports
Tramway А, 3 ou 39 depuis la station de métro Tchistye proudy, Tourguenievskaïa.

## Origine du nom
Le nom de la rue provient de l'église des Trois-Saints-Hiérarques toute proche et remonte au XVIIe siècle. 

## Historique
En 1924 la rue fut rebaptisée rue Bolchoï Vouzovski (russe : Большой Вузовский переулок) et ne repris son nom initial qu'en 1993.

## Bâtiments remarquables et lieux de mémoire
Côté impair:
- no 1 — école maternelle.
- no 1-3/1 — Hôtel et jardin Morozov, 1860.
- no 1-3 3/12 — Maison-atelier d'Isaac Levitan. Construit en 1889 ; Isaac Levitan y décéda en 1900.

Côté pair:
- no 2/1 — Aile de l'hôtel particulier des Glebov, XVIIIe – XIXe siècles
- no 4 — école secondaire, 1890.
- no 14/6 — maison de rapport, 1900.